# Jamshedpur Gopeshwar
Jamshedpur Gopeshwar (Rampur Village, 21 december 1921 - Jamshedpur, 23 mei 2008) was een Indiaas syndicalist.

## Levensloop
Als student was hij actief in de Indiase onafhankelijkheidsstrijd en de Quit India Mouvement. Vervolgens werd hij syndicaal actief.
Hij werd verkozen tot algemeen secretaris van de Indian Metal Workers' Federation (IMWF) en vervolgens in 1987 tot algemeen secretaris van de Indian National Trade Union Congress (INTUC), een functie die hij uitoefende tot 1997.
In 1982 werd hij verkozen tot ondervoorzitter van het Internationaal Verbond van Vrije Vakverenigingen (IVVV). In 1988 was hij vanuit deze hoedanigheid betrokken bij de oprichting van de South Asian Regional Trade Union Council (SARTUC). Vervolgens werd hij in 1989 aangesteld tot voorzitter van de Asia Pacific Regional Organisation (APRO), de Aziatisch-Oceanische poot van het IVVV.